# Вали Вју (Тексас)
Вали Вју (енгл. Valley View) град је у америчкој савезној држави Тексас. По попису становништва из 2010. у њему је живело 757 становника.

## Демографија
Према попису становништва из 2010. у граду је живело 757 становника, што је 20 (2,7%) становника више него 2000. године.
| Група             | 2000.       | 2010.       |
| Белци             | 700 (95,0%) | 693 (91,5%) |
| Афроамериканци    | 2 (0,3%)    | 2 (0,3%)    |
| Азијати           | 6 (0,8%)    | 1 (0,1%)    |
| Хиспаноамериканци | 25 (3,4%)   | 43 (5,7%)   |
| Укупно            | 737         | 757         |